# Šokci

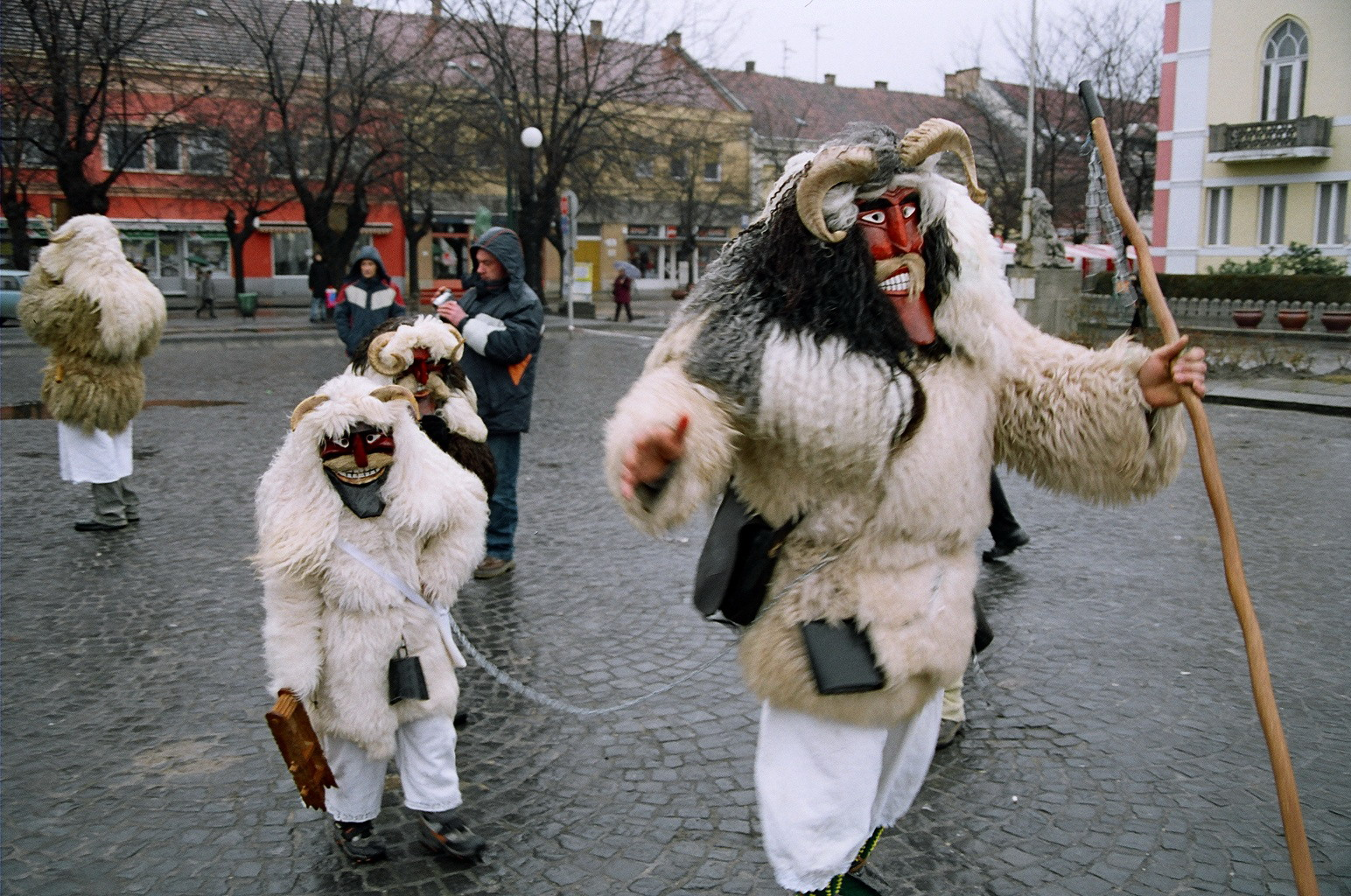
Šokci en masques traditionnels célébrant la fin de l'hiver, Mohács, février 2006

Les Šokci (en croate : Šokac, pluriel : Šokci ; en hongrois : sokác, pluriel -ok) constituent une population croate vivant le long du Danube et de la Save, dans les régions historiques de Slavonie, Baranya, Syrmie, ainsi que dans l'ouest de la Bačka. Ces régions se trouvent aujourd'hui à l'est de la Croatie, au nord de la Serbie, dans la province de Voïvodine, et au sud-est de la Hongrie. Les Šokci eux-mêmes sont constitués de plusieurs sous-groupes.

## Origine du nom
Au VIIe siècle, au début du Moyen Âge, une population slave, les Succi, est mentionnée en Pannonie dans les textes en latin. Les protochronistes font remonter ce nom à l'Antiquité, au temps des Illyriens et des Thraces tandis que pour les historiens académiques et les linguistes, le nom succi est la variante latine des šokci (singulier šokcak : « ancien habitant » dans le dialecte tchakavien parlé en Croatie).

## Histoire
Le plus ancien defter (recensement) ottoman mentionnant les Šokci remonte à 1615. Il s'agit d'un firman du sultan Ahmet Ier, daté du 9 Safer 1024 de l'ère de l'Hégire, qui se réfère à eux comme une population de foi latine. Ils sont également mentionnés dans des documents de l'Église catholique romaine datés de 1635, où ils demandaient que le frère Jeronim Lučić devienne évêque de Bosnie et de Slavonie. Ils sont encore cités dans une lettre remontant à l'époque où Eugène de Savoie envahit l'Empire ottoman, poussant ses troupes jusqu'à Sarajevo en 1697. Finalement, la liste administrative des kotars de Đakovo, établie en 1702, enregistra officiellement la population šokac en Slavonie.
Toute la Slavonie catholique portait le nom de Šokadija : « la terre des Šokci », terme apparu pour la première fois en 1633 dans la région de Našice et qui resta populaire jusqu'à la fin du xixe siècle ; il est par exemple employé par l'écrivian Antun Kanižlić en 1757.
Selon le recensement autrichien de 1840, la population de la Croatie et de la Slovénie comptait 1 605 730 habitants, dont 777 880 (48 %) Croates, 504 179 (32 %) Serbes et 297 747 (19 %) Šokci. Ces derniers étaient concentrés dans les comitats de Pozsega, Verőce et Szerém, ainsi que dans la Krajina de Slavonie, une partie de la Frontière militaire, créée par les Autrichiens pour se protéger des Ottomans. Selon le recensement de 1910, il y avait 68 725 Bunjevci et Šokci dans la Bačka et 13 012 Šokci dans la Baranja.

## Religion et langue
Les Šokci sont des catholiques romains suivant le rite latin. Ils parlent un croate ancien chtokavien qui s'apparente au dialecte parlé par les Bunjevci. Ce dialecte apparaît comme un mélange des prononciations ikavienne et ékavienne, l'ikavien étant prédominant dans la Posavina, la Baranja, la Bačka et dans l'enclave dialectale de Derventa, tandis que l'ékavien prédomine dans la Podravina. Des enclaves existent où les variantes de telle ou telle prononciation exercent leur influence.

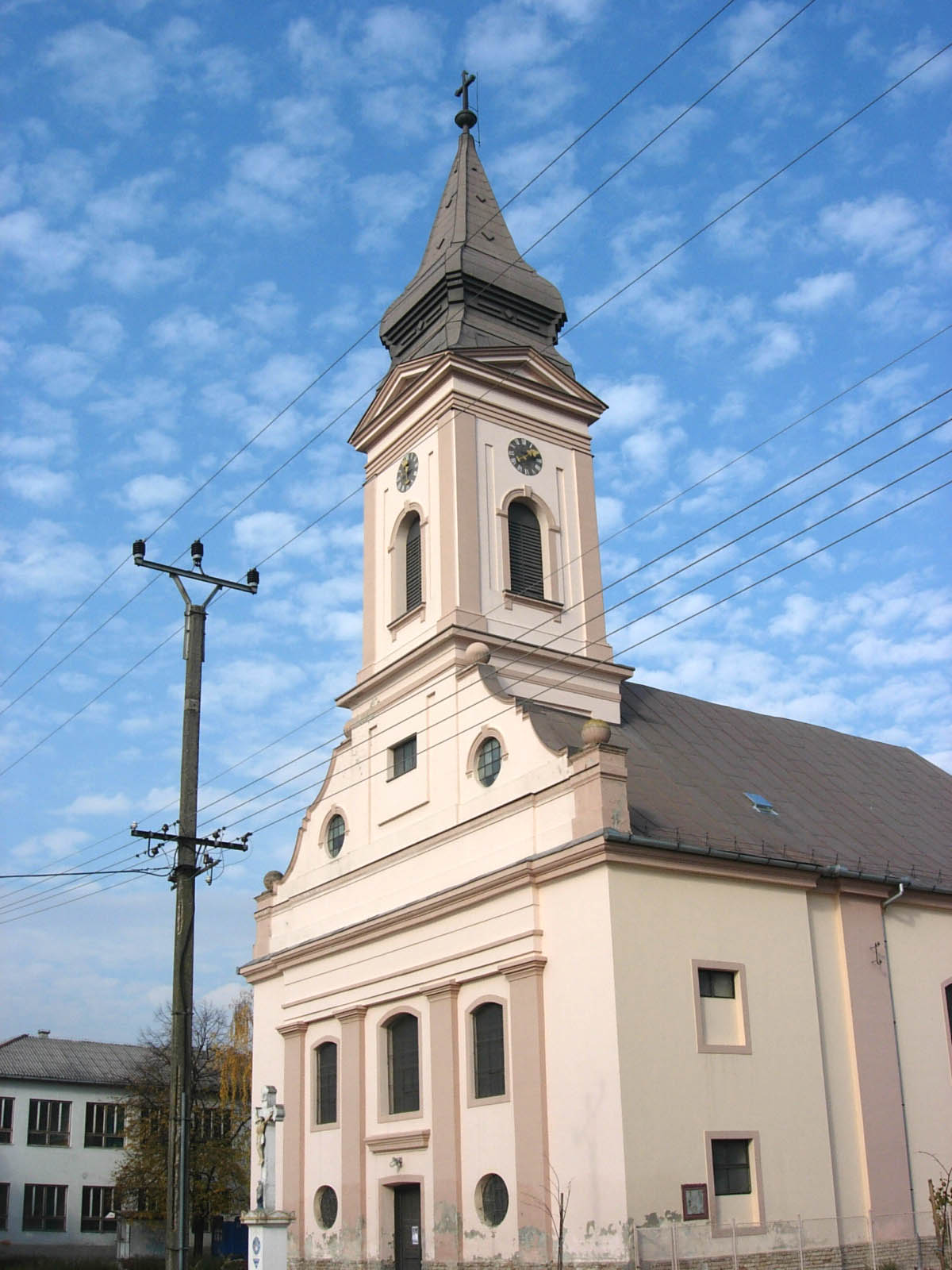
L'église catholique dans le village šokac de Sonta, en Serbie
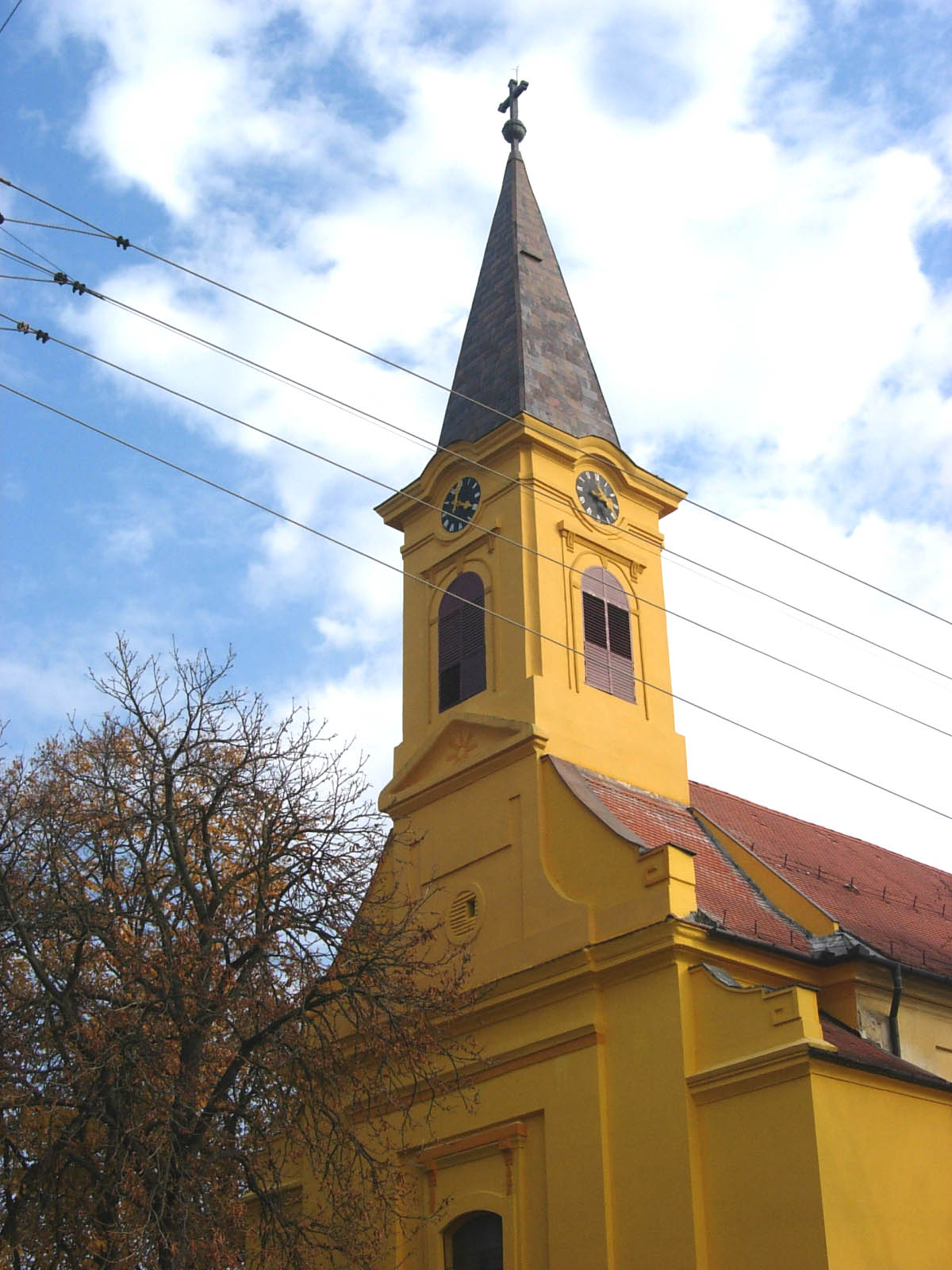
L'église catholique du village šokac de Bački Monoštor, en Serbie
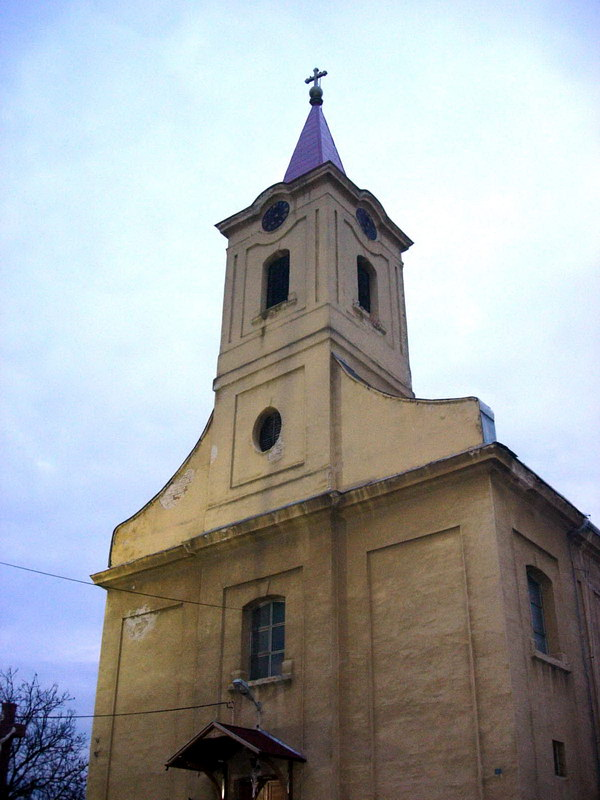
L'église catholique du village šokac de Bački Breg, en Serbie

## Identité et population
Les Šokci qui vivent en Croatie et en Hongrie de part et d'autre du Drave, aussi bien que ceux qui vivent en Serbie, se considèrent habituellement comme un sous-groupe de Croates. En Serbie, les Šokci sont reconnus comme un groupe ethnique à part entière. Mais, à la différence des Bunjevci, l'autre groupe ethnique slave catholique vivant dans la même région, les Šokci préfèrent se définir eux-mêmes comme Croates plutôt que comme les membres d'un groupe ethnique séparé ; c'est donc en tant que croates qu'ils figurent dans les recensements. Au XIXe siècle, le nombre de Šokci qui se déclaraient comme tels en Voïvodine était de plus de 20 000. Selon le recensement de 1991, ils n'étaient plus que 1 922 à se déclarer Šokci dans ce qui allait devenir la République fédérale de Yougoslavie ; au recensement serbe de 2002, les Šokci se déclaraient encore comme Croates. Dans la région de la Bačka, les populations šokci sont particulièrement importantes à Sonta, à Bački Breg et à Bački Monoštor.
La plupart des Šokci vivant en Hongrie habitent la région de la Baranja et particulièrement dans la ville de Mohács.

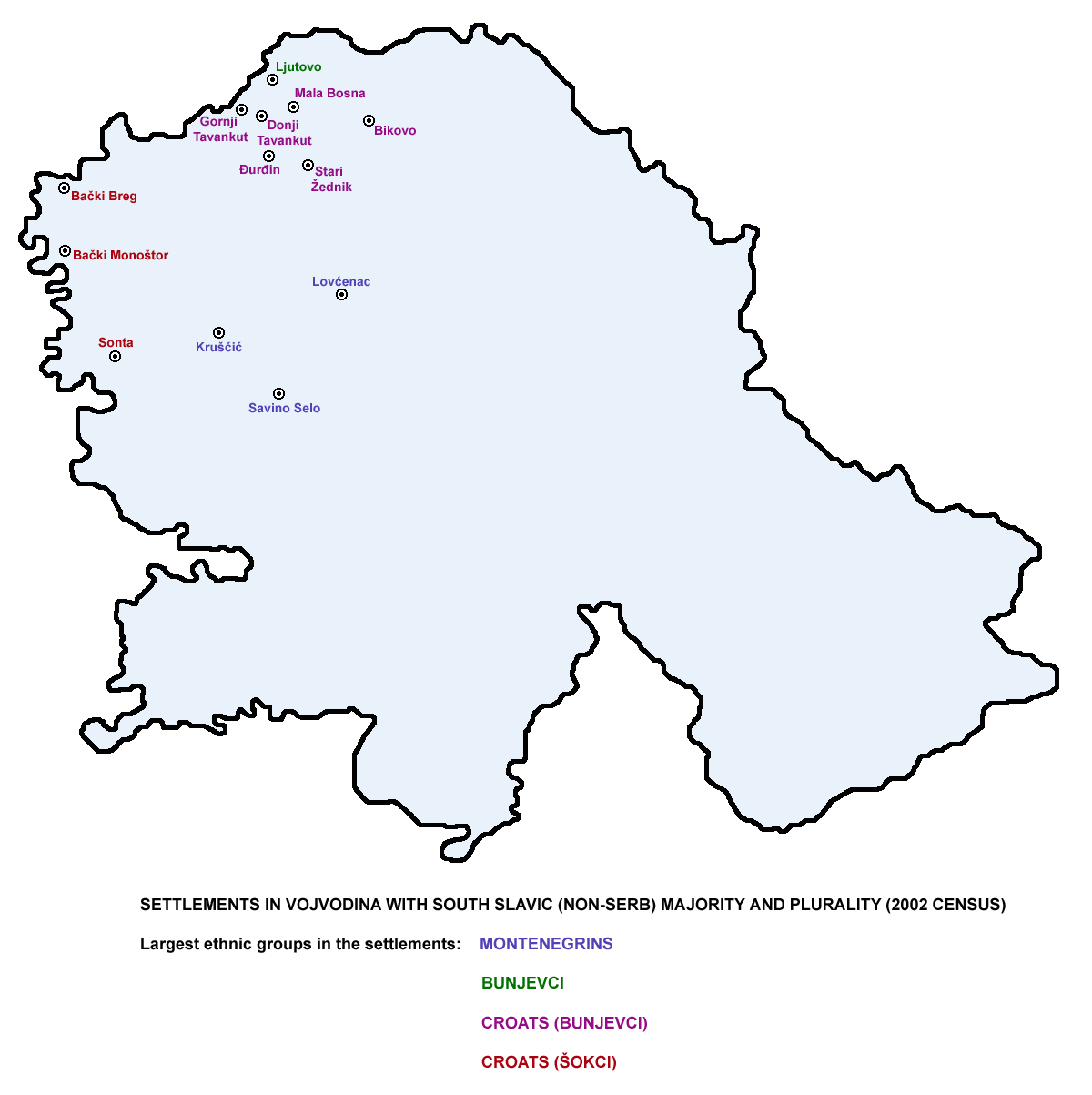
Les Šokci en Voïvodine (recensement 2002)

## Culture et usages

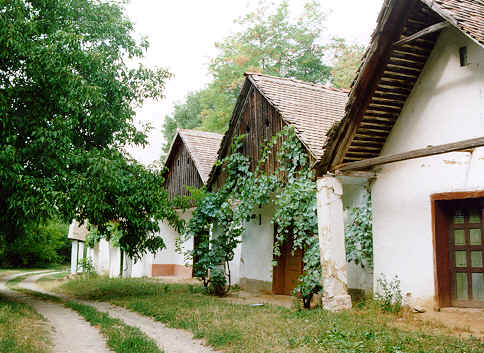
Maisons šokci à Draž, en Croatie

Les traditions des Šokci sont surtout influencées par leur environnement. Vivant dans le fertile bassin de la Drave, il y cultivent les céréales, notamment le maïs : de vastes champs entourant leurs villages. Ces villages sont le plus souvent dotés d'une rue principale unique appelée šor, où les maisons familiales se répartissent autour de grandes cours avec un puits à eau. La rue centrale est bordée des deux côtés de canaux qui distribuent l'eau dans les maisons.
Les familles élèvent souvent de la volaille, particulièrement les canards et les oies, même si la source d'alimentation principale reste le cochon, que l'on trouve dans toutes les familles šokci. Les produits dérivés du porc comme le jambon, les saucisses, dont une appelée kulen et le bacon y sont appréciés ; on les obtient traditionnellement au cours d'un grand abattage d'automne appelé kolinje ou svinjokolja. Les fruits les plus communément produits sont les prunes, avec lesquelles on fabrique une eau-de-vie appelée rakija.
Les Šokci sont particulièrement attachés à leurs chants et à leurs danses traditionnels. Chaque année est organisée une festivité appelée le Šokačko sijelo qui dure pendant neuf jours.

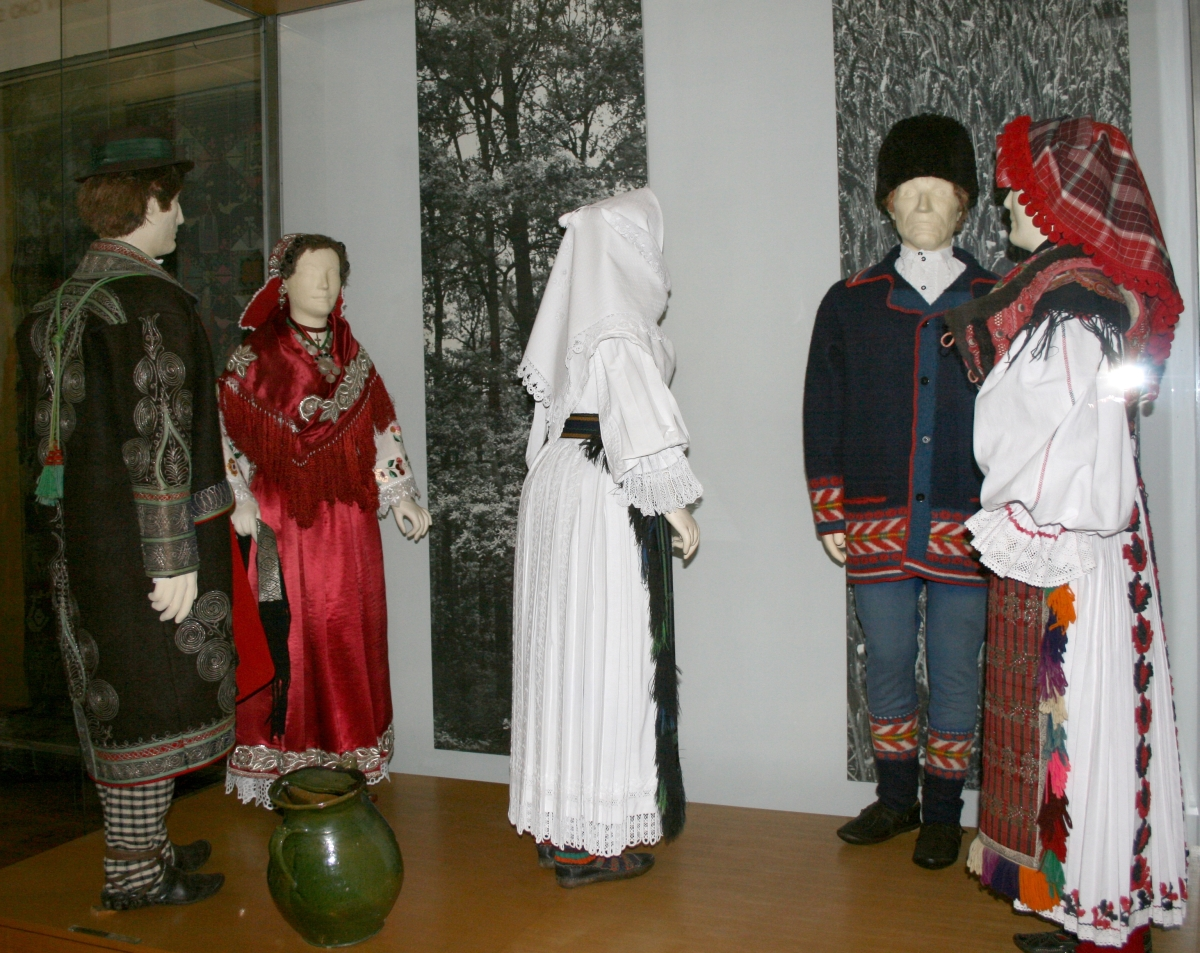
Costumes traditionnels šokci, Musée ethnographique de Zagreb

L'un des traits les plus caractéristiques de la culture des Šokci est leur musique qui est principalement jouée sur un instrument appelé tambura. Le corps de la tambura était traditionnellement constitué de bois d'érable, de peuplier ou de prunier ; il est aujourd'hui généralement fait d'épicéa ou de sapin. Un autre instrument caractéristique est une sorte de cornemuse. Les cérémonies de mariage requièrent une attention particulière, le plus souvent du village tout entier.
Le costume traditionnel des Šokci, appelé rubina, est en partie constitué de lin orné de dentelle. Les femmes le portent essentiellement l'été et le remplacent par une jupe de laine en hiver.

## Personnalités
- Matija Antun Relković (1732-1798), écrivain croate ;
- Marijan Tuličić, colonel et commandant du secteur de Zadar entre 1991 et 1993 ;
- Marijan Tuličić ;
- Josip Jelačić (1801-1859), général croate ;
- Josip Šokčević (1811-1896) ;
- Iso Velikanović (1869-1940), écrivain croate ;
- Mara Švel-Garmišek (1900-1975) ; écrivain croate ;
- Josip Lovretić (1865-1948), ethnographe croate ;
- Jagoda Truhelka (1864-1957), écrivain croate ;
- Ivana Brlić-Mažuranić (1874-1938), écrivain croate ;
- Julijana Matanović (née en 1959), écrivain croate ;
- Lana Derkač, écrivain croate ;
- Marija Tomašić, écrivain croate ;
- Marija Tucaković-Grgić, écrivain croate ;
- Vlasta Markasović, écrivain croate ;
- Marijana Radmilović, écrivain croate ;
- Josip Kozarac (1858-1906), écrivain croate ;
- Ivan Kozarac (1885-1910), écrivain croate ;
- Ilija Okrugić Srijemac (1827-1897), écrivain croate ;
- Martin Novoselac ;
- Kersics Anna (1922-1997), cantatrice.